# Adrian Heidrich
Adrian Heidrich (Kloten, 18 de setembro de 1994) é um jogador de vôlei de praia suíço, atleta olímpico do Jogos Olímpicos de Tóquio.

## Carreira
No Circuito Suíço de 2014 competiu com David Sturzenegger e terminaram na sétima posição na etapa de Bern. Na temporada seguinte formou dupla com Gabriel Kissling ficaram em quinto nas etapas do circuito nacional de Locarno, Basiléia e Rorschach, quarta posição em Olten e Genf, além do terceiro lugar em Bern;e estrearam pelo Circuito Mundial de 2015 no qualificatório do Major Series de Gstaad; e com Marco Krattiger disputou o Campeonato Europeu Sub-22 de 2015 em Macedo de Cavaleiros alcançando a nona posição.

Disputou a jornada de 2016 com Gabriel Kissling, alcançando o título da etapa do circuito suíço em Zurique, quinto lugar em Olten, Genf e Bern, sétimo em Basileia. Ainda em 2016 terminaram em nono no Campeonato Europeu sediado em Biel e Bienne, e também no Circuito Mundial tiveram como melhor resultado o vigésimo quinto posto nos Abertos de Fortaleza eCincinnati, ainda competiu na etapa Satélite  de Senigália  com Quentin Métral e foram semifinalistas.
Nas competições de 2017 esteve ao lado de Gabriel Kissling e foram vice-campeões no circuito nacional na etapa de Zurique e  Olten, terceiro colocados em Genebra e Bern,  sétimo posto em Basileia e quarto lugar na etapa de Rorschach; ainda obtiveram a nona posição no Circuito Alemão na etapa de Nuremberg e a nona posição na etapa de Neusiedl no Circuito Austríaco  esteve ao lado de Yves Haussener e no Circuito Mundial esteve cm Michiel Zandbergen quando terminaram na décima sétima posição no torneio uma estrela de Montpellier e quinto lugar no uma estrela em Agadir.
Em 2018 inicia a parceria com Mirco Gerson sendo no circuito nacional quarto colocado na etapa de Zurique, vice-campeões em Olten, Rorschach e Bern, além do título em Locarno. Disputaram o qualificatório para o torneio quatro estrelas de Haia e três estrelas de Kish, vigésimo quinto lugar no quatro estrelas de Doha e no cinco estrelas de Viena, décimo sétimo no uma estrela de Omã e nos quatro estrelas de Ostrava e Warsaw, obtendo as nonas colocações no quatro estrelas de Xiamen e Moscou, terceiro lugar no tres estrelas de Lucerna e quarto posto no tres estrelas de Mersin, assim como no cinco estrelas de Gstaad e no Campeonato Europeu de 2018 realizado em Haia.
Em mais uma temporada com Mirko Gerson, terminaram em 2019 no circuito nacional,  em terceiro lugar na etapa de Olten e foram campeões na etapa de Bern.Pelo correspondente circuito mundial, terminaram em quinto no quatro estrelas de Haia, cinco estrelas de Vienna, décimo sétimo no quatro estrelas de Xiamen,  Warsaw e Espinho, mesma posição no Campeonato Mundial de Hamburgo, além dos nonos lugares no  Campeonato Europeu de Moscou, no quatro estrelas de Moscou, no quatro estrelas de Itapema, no cinco estrelas de Gstaad,  no FIVB Finals  em Roma. No torneio qualificatório olímpico  na China em 2019 terminaram em sétimo lugar, venceram a Copa Continental em Londres e o primeiro ouro no circuito mundial ocorreu no torneio tres estrelas de Qinzhou.
Em 2020 disputaram o Campeonato Europeu em Jūrmala terminando em nono lugar, na sequencia conquistaram o título do torneio uma estrela de Baden e terminaram em terceiro no Circuito Austríaco na etapa de Wolfurt.Em 2021 conquistaram a Copa COntinental em Baden novamente, e terminaram na décima sétima posição no quatro estrelas de Katara e III evento em Cancún, nono lugar no II evento em Cancún, também no quatro estrelas de Sochi e Gstaad, o trigésimo terceiro no quatro estrelas de Ostrava e vigésimo primeiro no I evento. conquistando as vitórias em ambas e obtiveram a qualificação para os Jogos Olímpicos de Verão de 2020, após conquistar o título da etapa  de Haia no CEV Final Continental Cup.

## Títulos e resultados
- Torneio 1* de Baden do Circuito Mundial de Vôlei de Praia:2020
- Torneio 3* de Qinzhou do Circuito Mundial de Vôlei de Praia:2019
- Torneio 3* de Lucerna do Circuito Mundial de Vôlei de Praia:2018
- Torneio 3* de Mersin do Circuito Mundial de Vôlei de Praia:2018